# Chlistov
Chlistov é uma comuna checa localizada na região de Plzeň, distrito de Klatovy.